# Nagroda im. Józefa Dietla
Nagroda im. Józefa Dietla – nagroda ustanowiona przez Korporację Samorządową im. J. Dietla, jest przyznawana osobom fizycznym lub instytucjom działającym na terenie województwa małopolskiego za wybitne osiągnięcia i pracę na rzecz społeczności lokalnej, samorządu terytorialnego. Patronem nagrody jest Józef Dietl – prezydent Krakowa w latach 1866–1874. Od 2020 r. organizatorem Nagrody jest Fundacja Nagrody im. Józefa Dietla.  

## Historia
Nagroda im. Józefa Dietla jest przyznawana od 2008 r. raz w roku. Na pierwszym posiedzeniu Kapituły Nagrody im. Józefa Dietla w 2007 Marszałek województwa Małopolskiego Marek Nawara powiedział: „Popieram wszelkiego typu inicjatywy, które promują postawy patriotyczne i obywatelskie sprzyjające rozwojowi społeczności lokalnych. Działalność Józefa Dietla, patrona nagrody, to przykład ogromnego zaangażowania w rozwój naszej Małej Ojczyzny ..”. Pierwszym laureatem nagrody został Krzysztof Pawłowski.
W skład Kapituły Nagrody wchodzą przedstawiciele: samorządów terytorialnych, przedsiębiorców, mediów oraz laureaci nagrody z poprzedniego roku powołani na 5 kadencji. 5 września 2017 r. odbyło się Walne Zebranie Korporacji, które podjęło uchwałę o likwidacji stowarzyszenia, powołano Fundację Nagrody im. Józefa Dietla.
Jej celem jest uhonorowanie osób fizycznych i instytucji działających na rzecz dobra wspólnego, miasta Krakowa i Małopolski oraz osób wyróżniających się postawami patriotycznymi i obywatelskimi.
Laureaci otrzymują statuetkę z podobizną Józefa Dietla oraz Dyplom Honorowy Nagrody który jest przyznany w trzech kategoriach dla: organizacji pozarządowej, przedsiębiorcy, spółki prawa handlowego, instytucji państwowej lub samorządowej. Zgodnie z tradycją 19 marca, w Dzień Św. Józefa patrona Krakowa i Józefa Dietla wręczane są laureatom statuetka i dyplomy honorowe.
W latach 2016–2020 nie przyznawano Nagrody. W 2020 r. odnowiono Nagrodę. 27 maja 2021 r., w Dzień Samorządu Terytorialnego, odbyła się uroczystość wręczenia Nagrody i jej Dyplomów Honorowych Nagrody. 

## Laureaci

### Osoby – Laureaci Nagrody Dietla
- Krzysztof Pawłowski (2008)
- Bartosz Szydłowski (2009)
- Anna Dymna (2010)
- Andrzej Augustyński (2011)
- Franciszek Ziejka (2012)
- Jolanta Stokłosa (2013)
- Agata Wilam (2014)
- Andrzej Zoll (2015)
- Jacek Purchla (2021)[3]
- Kazimierz Barczyk (2022)[4]
- Jacek Majchrowski (2023)[5]
- Andrzej Kosiniak-Kamysz (2024)[6]

### Organizacje, instytucje i firmy – Laureaci Dyplomów Honorowych Nagrody
- Kopalnia Soli „Wieliczka” (2012)[7]
- Muzeum Lotnictwa Polskiego w Krakowie (2012)
- Grupa Azoty (2013)[8]
- Muzeum Narodowe w  Krakowie (2013)
- Stowarzyszenie Wiosna (2013)[9],
- Biblioteka Polskiej Piosenki (2014)
- Stowarzyszenie Sieć Solidarności (2014)[10]
- Europa SE (oddział w Polsce)
- Stalprodukt S.A. (2012)
- Klub Jagielloński (2012)[11]
- Port lotniczy Kraków-Balice (2015)
- Ogólnopolska Federacja Stowarzyszeń Uniwersytetów Trzeciego Wieku (2015)[12]
- Muzeum Krakowa (2021)
- Prawdziwe Jedzenie Sp. z o. o. (2021)
- Chorągiew Krakowska Związku Harcerstwa Polskiego (2021)
- Okręg Małopolski Związku Harcerstwa Rzeczypospolitej (2021)
- Wodociągi Miasta Krakowa S.A. (2022)
- Krakowski Alarm Smogowy (2022)
- Centrum Dokumentacji Zsyłek, Wypędzeń i Przesiedleń Uniwersytetu Pedagogicznego w Krakowie (2022)[13]
- Archiwum Narodowe w Krakowie (2023)
- Małopolska Agencja Rozwoju Regionalnego S.A. (2023)
- Małopolska Organizacja Turystyczna (2023)
- Społeczny Komitet Odnowy Zabytków Krakowa (2024)[6]
- Galeria Starmach (2024)[6]
- Fundacja im. Brata Alberta (2024)[6]